# Eiskeller in Klötze
Eiskeller in Klötze este o arie protejată (arie specială de conservare — SAC, sit de importanță comunitară — SCI) din Germania întinsă pe o suprafață de 0,01 ha, integral pe uscat.

## Localizare
Centrul sitului Eiskeller in Klötze este situat la coordonatele 52°37′19″N 11°10′32″E / 52.6219°N 11.1756°E.

## Înființare
Situl Eiskeller in Klötze a fost declarat sit de importanță comunitară în martie 2004 pentru a proteja 2 specii de animale. Situl a fost protejat și ca arie specială de conservare în august 2010.

## Biodiversitate
Situată în ecoregiunea continentală, aria protejată nu include niciun habitat protejat.
La baza desemnării sitului se află mai multe specii protejate de  mamifere (2): liliac cârn (Barbastella barbastellus), liliac cu urechi mari (Myotis bechsteinii)
Pe lângă speciile protejate, pe teritoriul sitului au mai fost identificate 4 specii de mamifere.